# Sergia remipes
Sergia remipes is een tienpotigensoort uit de familie van de Sergestidae. De wetenschappelijke naam van de soort is voor het eerst geldig gepubliceerd in 1860 door Stimpson.